# Claudio Rutilio Namaciano
Claudio Rutilio Namaciano fue un poeta galo de principios del siglo V. Proveniente del sur de la Galia, llegó a ser prefecto en las regiones italianas de  Toscana y Umbría. Su única obra conocida es el poema De reditu suo libri duo del que sólo se conserva una parte. Fue escrito hacia el año 420. En él habla sobre la grandeza y el antiguo esplendor de Roma y, además, critica acerbamente el Cristianismo.

## Biografía
Rutilio Namaciano nació al sur de la Galia y, como Sidonio Apolinar, pertenecía a una de las grandes familias provinciales galas. Su padre Lacanius había sido gobernador de Tuscia y Umbría, tesorero imperial (comes sacrarum largitionum) y prefecto de Roma (praefectus urbi). Eran de origen celta, ya que el nombre Namaciano y su variante Namacio son antropónimos en esta lengua. Rutilio también realizó su carrera dentro de la administración imperial y llegó a ser secretario de estado (magister officiorum) y prefecto de Roma en el año 414. Sin embargo se conocen pocos detalles sobre su vida.
Durante los años centrales de su vida Roma y el imperio vivieron unos años especialmente convulsos: el dominio a la sombra de Estilicón, los ataques del visigodo Alarico I, el saqueo de Roma en 410... Aunque el paganismo (o politeísmo) hacía unos años que había sido prohibido oficialmente con el Edicto de Tesalónica (380), Namaciano era un pagano convencido de que pertenecía al círculo del orador Quinto Aurelio Simmaco, con lo que se oponía a las políticas favorables al Cristianismo y a las alianzas con los pueblos germánicos que se iban haciendo con el poder en varias provincias del imperio. En este sentido, forma parte de la denominada «reacción pagana» de finales del siglo IV y principios del V.

## De reditu Suo
La única obra conocida de Namaciano es el poema De Reditu Suo («Sobre su regreso»), también conocida como Iter Gallicum, escrito en dísticos elegíacos. Su importancia literaria e histórica se ha reconocido claramente en los últimos años, coincidiendo con los estudios historiográficos más profundos que se han hecho sobre la época del bajo imperio. Pese a que solamente nos ha llegado en forma fragmentaria, con setecientos versos, la mayor parte del segundo libro se ha perdido, excepto 68 versos, la calidad literaria del poema lo convierte en una de las últimas grandes muestras de literatura romana. 
El poema describe un viaje costero por mar desde Roma, concretamente del puerto de Ostia, el 31 de octubre del 417, hasta la Galia, aun cuando los fragmentos conservados solamente llegan hasta el puerto de Luna, actual Luni, algo más al norte de Pisa, el 11 de noviembre del mismo año. Namaciano describe el viaje de retorno a sus tierras de la Galia, devastadas por la invasión de los vándalos. Es significativo que el viaje se haga por mar y no por las grandes vías consulares, en aquellos momentos impracticables y poco seguras a causa de los ataques de los bárbaros. 
Tras un emocionante y famoso elogio de Roma y su ideal universalista, el autor describe los paisajes que ve y reflexiona, a menudo de forma melancólica, como buen representante de la «reacción pagana» del círculo de Símmaco, que añora la grandeza y rectitud del pasado romano. El poema logra sus momentos más emotivos cuando describe el clima de decadencia de las tierras del imperio, que Namaciano atribuye a los bárbaros, al Cristianismo, a los hebreos y a los monjes, cuyos conventos ya pueblan las islas y a los que llama lucifugi viri, «hombres que huyen de la luz»; al mismo tiempo, Namaciano confía en la recuperación de Roma y de sus tradiciones y proclama su misión histórica: Feciste patriam diversis gentibus unam, «Hiciste una sola patria para pueblos diversos» y Ordo renascendi et crescere posse malis, «La ley de tu renacimiento es poder crecer por medio de tus calamidades». Esa fue la conquista del decreto de Caracalla, que expandía la ciudadanía romana y el Ius civile o derecho civil a todos los hombres libres, volviendo al orbe una urbe:
«Fecisti patriam diversis gentibus unam; / profuit inuistis te dominante capi, / dumque offers victis proprii consortia iuris / urbem fecisti quod prius orbis erat. Hiciste una patria de gentes diversas, / a los sin ley aprovechó tu dominio, / pues, ofreciendo a los sometidos compartir tu propio derecho, / una ciudad hiciste de lo que antes era el mundo.» (De reditu suo, I, 63-66).
Estas reflexiones se unen a violentas sátiras culturales y políticas, que achaban al cristianismo el declive de Roma, por lo cual suscitó que San Agustín de Hipona escribiera una reivindicación del cristianismo frente al Imperio, De Civitate Dei / La ciudad de Dios. Estilísticamente Namaciano utiliza los dísticos elegíacos con gran habilidad y pureza formal, que delatan un estudio profundizado de la poesía de la era clásica de Augusto. Utiliza un latín sorprendentemente clásico para la época, tanto con respecto al vocabulario como a la gramática.